# Caripe (Venezuela)
Caripe oder Caripe del Guácharo ist ein Dorf im venezolanischen Bundesstaat Monagas. Es ist Hauptstadt des Bezirks (Municipio) Caripe. Caripe ist als Jardín del oriente venezolano (Garten des venezolanischen Ostens) in Venezuela bekannt.

## Geschichte
Caripe wurde am 12. Oktober 1734 vom Franziskanerpater Pedro de Gelsa gegründet. 1799 besuchten Alexander von Humboldt und Aimé Bonpland das Dorf während ihrer Reise durch Südamerika.

## Sehenswürdigkeiten
Westlich des Ortes liegt der Nationalpark El Guácharo mit der größten Tropfsteinhöhle Südamerikas »Cueva del Guácharo«.